# Mind Note
『Mind Note』（マインドノート）は、1987年3月4日リリースされた、稲垣潤一7枚目のスタジオ・アルバム。

## 解説
「思い出のビーチクラブ」がシングルカットされた。

## ボーナス・トラック
2002年再発盤にはボーナス・トラックに「TRACES」（「思い出のビーチクラブ」B面）を追加収録。

## チャート成績
アルバム2作目のオリコンチャート1位を獲得。

## 収録曲
1. Just the same...
作詞：秋元康　作曲：岸正之　編曲：TOPICS
2. 思い出のビーチクラブ
作詞：売野雅勇　作曲：林哲司　編曲：船山基紀
3. Memories
作詞：秋元康　作曲：MAYUMI　編曲：TOPICS
4. 時を超えて
作詞：さがらよしあき・重実博　作曲：MAYUMI　編曲：TOPICS  ストリングス編曲：塩入俊哉
5. トライアングル
作詞：松本一起　作曲：崎谷健次郎　編曲：崎谷健次郎・TOPICS
6. 唇を動かさないで
作詞：秋元康　作曲：岸正之　編曲：TOPICS
7. だけど悲しくて
作詞・作曲：稲垣潤一　編曲：TOPICS
8. 僕は君の味方
作詞：秋元康　作曲：林哲司　編曲：船山基紀
9. エンドレス・ラブ
作詞：安井かずみ　作曲：加藤和彦　編曲：TOPICS
10. TRACES
作詞・作曲：Buddy Buie, Emory Gordy, Jr., James B. Cobb Jr.
編曲：TOPICS
シングル「思い出のビーチクラブ」のB面曲。
※2002年の再発盤のみに収録

## 参加ミュージシャン
- 稲垣潤一 -Drums Timpani Chorus
- 酒井紀雄 -Bass Chorus
- 岩井真一 -Guitar Chorus
- 坂本”サントリー”洋 ‐Keyboards Ac.Guitar Chorus
- 藤井章司 -Drums Parcussion
- 塩入俊哉 -Keyboards
- 重実博 -Ac.Guitar Chorus Arrange
- Jake.H.Concepcion -Sax

- FUNAYAMA Section（2，8）
  - 山田秀俊 -Keyboards
  - 今剛 -Guitar
  - 高水健司 -Bass
  - 島村英二 -Drums
  - 木戸やすひろ -Chorus
  - 比山貴咏史 -Chorus